# مغز استخوان (فیلم)
مغز استخوان فیلم درام اجتماعی ایرانی به کارگردانی حمیدرضا قربانی، نویسندگی علی زرنگار و تهیه‌کنندگی حسین پورمحمدی محصول سال ۱۳۹۸ است. پریناز ایزدیار، بابک حمیدیان، نوید پورفرج، بهروز شعیبی، علیرضا میرسالاری و جواد عزتی گروه بازیگران آن را تشکیل می‌دهند. مغز استخوان نخستین بار در سی و هشتمین جشنواره فیلم فجر به نمایش درآمد و در ۷ اردیبهشت ۱۴۰۱ اکران عمومی شد. این فیلم در مجامع بین‌المللی مورد توجه قرار گرفت و برای نمایش در جشنواره فیلم ونکوور برگزیده شد.

## داستان
بهار(پریناز ایزدیار)، پسرش پیام دچار سرطان شده و دکترها همه راه‌ها را رفته و هیچ راهی برای درمان این بچه غیر از استفاده از بانک خون بند ناف نیافته‌اند و این در حالیست که بهار از همسرش جدا شده و با همسر فعلیش حسین(بابک حمیدیان) زندگی می‌کند. از طرفی پدر پیام(جواد عزتی) به جرم قتل وتجاوز تا یک ماه دیگر اعدام می‌شود. بهار نهایتاً برای به دنیا آوردن بچه جدید مجبور می‌شود علیرغم میل قلبی خود و همسرش از همسرش جدا بشود تا بتواند با پدر پیام ازدواج کند و …

## بازیگران
| بازیگر           | نقش  |
| ---------------- | ---- |
| پریناز ایزدیار   | بهار |
| بابک حمیدیان     | حسین |
| جواد عزتی        | مجید |
| نوید پورفرج      | امیر |
| بهروز شعیبی      | وکیل |
| علیرضا میرسالاری | پیام |

## بازخورد

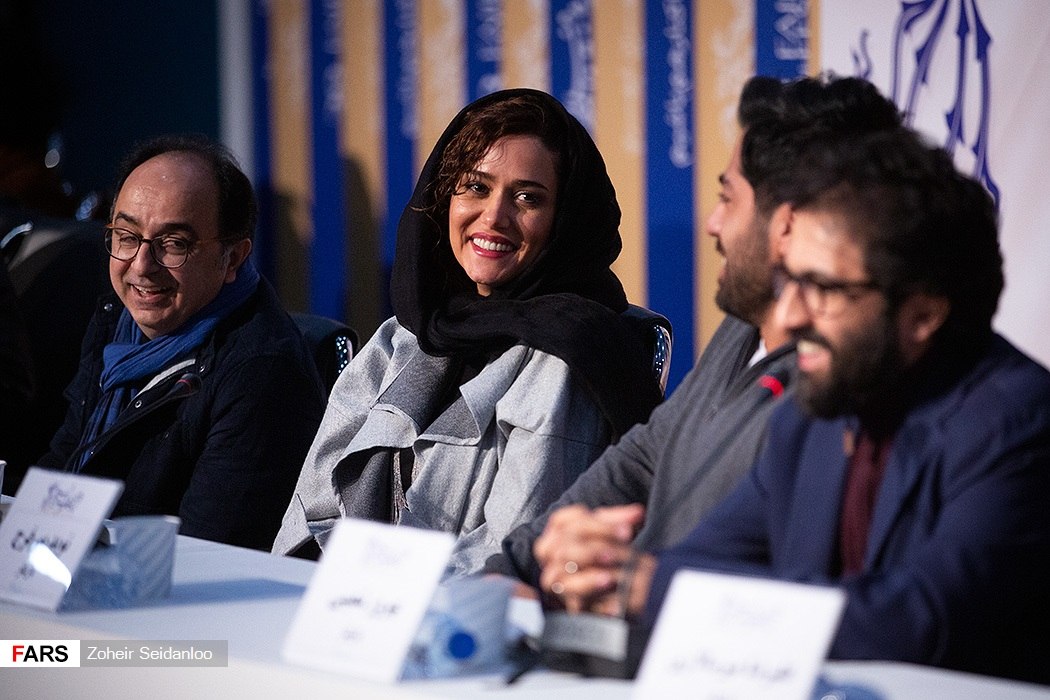
عوامل در نشست خبری فیلم در سی و هشتمین دوره جشنواره فیلم فجر

هوشنگ گلمکانی عنوان کرد: «یکی از فیلم‌هایی که تماشای آن را توصیه می‌کنم، مغز استخوان است. کارگردان آن، پیش از این دستیار اصغر فرهادی بوده و با اینکه تاثیرهای همکاری با فرهادی را در فیلم می‌بینیم، اما مغز استخوان فیلم مستقلی است و هویت فیلمساز را به همراه دارد.»
محسن بیگ‌آقا، فیلم و روند آن را پیچیده و هیجان انگیز عنوان کرد و درگیر شدن احساسات مخاطب با کاراکترها را امتیاز این فیلم دانست. علی‌اکبر عبدالعلی‌زاده نوشت: «ساخته حمیدرضا قربانی با طرح یک موضع بغرنج توسط شخصیت زن اول فیلم، داستان یک تصمیم فردی متأثر از حس مادری و توجیه پذیر براساس همین حس را به چالشی جدی با قانون و شرع بدل می‌کند. فیلم با ظرافت موقعیت‌ها و بن‌بست‌های انسانی و خروجی‌های چند وجهی فیلمنامه را، به همراه تلاش برای عمیق کردن شخصیت‌ها نشان می‌دهد.»
همایون اسعدیان از اعضای هیئت انتخاب سی و هشتمین جشنواره فیلم فجر نیز پریناز ایزدیار و پیمان معادی را بهترین بازیگران سی و هشتمین جشنواره فیلم فجر دانست.
مغز استخوان در بین پنج فیلم برتر آرای مردمی، در جشنواره فیلم فجر قرار گرفت و نظر مخاطبان را جلب کرد.
این فیلم همچنین به‌طور گسترده در سینماهای اقلیم کردستان نمایش داده شد.

## حضور در جشنواره‌ها و جوایز

### نمایش در جشنواره‌ها
مغز استخوان به واسطه تصویر وضعیت انسان در موقعیتی منحصر به فرد، داستانی پرکشش و پرداخت دقیق و عاری از احساسات‌گرایی کارگردان در مجامع مختلف بین‌المللی مورد توجه قرار گرفت و در نهایت، برای نمایش در جشنواره فیلم ونکوور برگزیده شد. این جشنواره یکی از رویدادهای معتبر «غیر رقابتی» در سینمای جهان به حساب می‌آید که ساختار اصلی آن براساس الگوی جشنواره جشنواره‌ها بنا نهاده شده است.
مغز استخوان همچنین در «جشنواره فیلم‌های ایرانی زوریخ» و «جشنواره فیلم‌های ایرانی بارسلونا» نمایش داده شد و مورد توجه قرار گرفت.

## جوایز و نامزدی‌ها
| سال  | جشنواره                              | قسمت                       | نامزد          | نتیجه    | جایزه        | منبع          |
| ---- | ------------------------------------ | -------------------------- | -------------- | -------- | ------------ | ------------- |
| ۱۳۹۸ | سی و هشتمین جشنواره فیلم فجر         | بهترین فیلمنامه            | علی زرنگار     | نامزدشده | سیمرغ بلورین | [ ۹ ]         |
| ۱۳۹۸ | سی و هشتمین جشنواره فیلم فجر         | بهترین بازیگر نقش مکمل مرد | نوید پورفرج    | نامزدشده | سیمرغ بلورین | [ ۹ ]         |
| ۱۴۰۰ | جشنواره بین‌المللی فیلم هانوی ویتنام  | بهترین کارگردانی           | حمیدرضا قربانی | برنده    | بخش رسمی     | [ ۱۰ ]        |
| ۱۴۰۰ | جشنواره بین‌المللی فیلم هانوی ویتنام  | جایزه NETPAC               | مغز استخوان    | برنده    | بخش رسمی     | [ ۱۰ ]        |
| ۱۴۰۲ | جشنواره بین‌المللی فیلم IMAGO ایتالیا | بهترین فیلم بلند           | حمیدرضا قربانی | نامزدشده | لوح تقدیر    | [ ۱۱ ] [ ۱۲ ] |
| ۱۴۰۲ | جشنواره بین‌المللی فیلم IMAGO ایتالیا | بهترین فیلمنامه            | علی زرنگار     | برنده    | لوح تقدیر    | [ ۱۱ ] [ ۱۲ ] |
| ۱۴۰۲ | جشنواره بین‌المللی فیلم IMAGO ایتالیا | بهترین بازیگر زن           | پریناز ایزدیار | برنده    | لوح تقدیر    | [ ۱۱ ] [ ۱۲ ] |
| ۱۴۰۲ | جشنواره بین‌المللی Golden femi        | بهترین فیلم بلند           | حمیدرضا قربانی | نامزدشده | لوح تقدیر    | [ ۱۳ ]        |

## سانسور
علی زرنگار (نویسنده) دربارهٔ سانسور بخش‌هایی از فیلم در نشست خبری این فیلم ابراز تاسف کرد و گفت: «من متاسفم که عواملی می‌آیند و اثر را تکه‌پاره می‌کنند، پایان فیلم اسیر «ممیزی» شده و ناگزیر بودیم پایان اثر را تغییر دهیم.» همچنین زرنگار در پاسخ به این سؤال که آیا شما دنبال دور زدن «قانون قصاص» و نشان دادن «زنای محصنه» در فیلم بودید، گفت: «من قصد نشان دادن زنای محصنه را نداشتم و به دنبال دور زدن قانون هم نیستم، من فقط یک قصه روایت می‌کنم و اینکه برای برخی تصمیم‌ها باید با وجدانمان تصمیم بگیریم.»